# Rohoznice (ort i Tjeckien, lat 50,39, long 15,70)
Rohoznice är en ort i Tjeckien. Den ligger i den centrala delen av landet, 100 km öster om huvudstaden Prag. Rohoznice ligger 316 meter över havet och antalet invånare är 302.
Terrängen runt Rohoznice är platt söderut, men norrut är den kuperad. Terrängen runt Rohoznice sluttar söderut.Runt Rohoznice är det ganska glesbefolkat, med 36 invånare per kvadratkilometer. Närmaste större samhälle är Hořice, 5,6 km sydväst om Rohoznice. Omgivningarna runt Rohoznice är en mosaik av jordbruksmark och naturlig växtlighet.